# Niedrzew Drugi
Niedrzew Drugi (prononciation [ˈɲɛdʐɛf ˈdruɡi]) est un village de la gmina de Strzelce, du powiat de Kutno, dans la voïvodie de Łódź, situé dans le centre de la Pologne.
Il se situe à environ 5 kilomètres au nord-ouest de Strzelce (siège de la gmina), 12 kilomètres au nord de Kutno (siège du powiat) et 62 kilomètres au nord de Łódź (capitale de la voïvodie).

## Administration
De 1975 à 1998, le village était attaché administrativement à l'ancienne voïvodie de Płock.

Depuis 1999, il fait partie de la nouvelle voïvodie de Łódź.